# Scripps Heights
Die Scripps Heights umfassen eine Reihe vereister Berggipfel an der Wilkins-Küste des Palmerlands auf der Antarktischen Halbinsel. Sie überragen die im Kap Walcott auslaufende Halbinsel zwischen dem Casey- und dem Lurabee-Gletscher.
Entdeckt wurden sie vom australischen Polarforscher Hubert Wilkins bei einem Überflug am 20. Dezember 1928. Wilkins hielt sie irrtümlich für eine große Insel inmitten zweier vermeintlicher Kanäle, die beiderseits die Antarktische Halbinsel in Ostwestrichtung durchschneiden. Er benannte sie folglich als Scripps Island nach William Edmund Scripps (1882–1952), Pilot und Herausgeber der Zeitung Detroit News. Dem US-amerikanischen Geographen W. L. G. Joerg gelang mittels Vergleichen von Luftaufnahmen des US-amerikanischen Polarforschers Lincoln Ellsworth aus dem Jahr 1935 mit den Berichten der British Graham Land Expedition (1934–1937) die Identifizierung der eigentlichen Natur dieses geographischen Objekts. Zudem wurde dies 1940 durch Erkundungen der United States Antarctic Service Expedition (1939–1941) bestätigt. Der Falkland Islands Dependencies Survey nahm eine 1962 durch das UK Antarctic Place-Names Committee akzeptierte Umbenennung in die heutige Form vor.